# NopCommerce
nopCommerce — система управления интернет-магазинами с открытым исходным кодом, которая основана на использовании технологии ASP.NET Core и сервера базы данных MS SQL 2012 и выше. Официально запущена в октябре 2008 года для малого и среднего бизнеса и доступна для бесплатного скачивания в соответствии с nopCommerce Public Licence V3.

## История
Развитие nopCommerce началось в 2008 году Андреем Мазульницыным. В 2009 году компания Nop Solutions была официально зарегистрирована и расширена до двух человек. В том же году Microsoft включила nopCommerce в установщик Microsoft Web Platform.
В первых версиях продукта были представлены базовые функции, такие как обработка заказов, атрибуты, плагины, скидки, новости, блоги, личные сообщения, форумы, учет налогов и доставки. В июне 2010 года в версии 1.70 был введен новый уровень доступа к данным. В версии 2.00 (август 2011 г.) nopCommerce перешла на ASP.NET MVC. Позже, в 2011 году, nopCommerce перешла на ASP.NET MVC 4. Версии 3.00 и 3.10 были расширены за счет включения функций нескольких магазинов и нескольких поставщиков и упрощения логики продукта. В версиях 3.50, 3.60 и 3.70 был введен новый адаптивный шаблон. Версия 3.80 была выпущена с совершенно новой и адаптивной панелью администратора с переключением на упрощенное и расширенное представление, и возможностью запуска в веб-фермах. В версии 3.90 был существенно дополнен маркетинговый функционал платформы, настроено соответствие стандартам PCI DSS 3.2, увеличена производительность. Начиная с версии 4.00, nopCommerce была перенесена на ASP.NET Core 2.0. Поддержка UNIX-систем добавлена в версии 4.20. В версии 4.30 была добавлена поддержка MySQL. В версии 4.40 реализованы механизмы асинхронного программирования, что значительно улучшило производительность, так же добавлена поддержка СУБД PostgreSQL и web farms. Начиная с версии 4.40, nopCommerce поддерживает минорные версии. В последней версии 4.80.0 nopCommerce перешла на .NET 9.
Цикл релиза версии составляет в среднем 7-8 месяцев.

## Популярность
По состоянию на февраль 2022, согласно Builtwith.com, nopCommerce использовали 54,139 сайтов . Приложение было скачано более 3 миллионов раз. На nopCommerce построены магазины таких брендов как Volvo, Puma, Reebok, DHC skincare, Columbia, Medindia и Speedo.

## Бизнес-модель
nopCommerce можно скачивать, устанавливать и использовать бесплатно. Форум сообщества предоставляет бесплатную поддержку. Плата взимается за премиум-поддержку и снятие упоминания “Powered by nopCommerce” в футере сайта. Также доступна партнерская программа . До 2014 года документация предоставлялась на платной основе, но сейчас она находится в общем доступе и распространяется бесплатно.

## Сообщество
nopCommerce имеет активное сообщество пользователей и разработчиков, которое оказывает помощь другим пользователям, вносит свой вклад в разработку кода, плагинов и других расширений и помогает в планировании дорожной карты. У nopCommerce 145 партнеров по внедрению в 78 странах, предоставляющих услуги индивидуальной разработки, создания графических тем и др. На Stackoverflow.com зарегистрировано более 1000 вопросов с тегом «nopCommerce». На официальном маркетплейсе предлагается более тысячи плагинов и тем. По состоянию на февраль 2022 года, программа была переведена на 56 языков.
30 октября 2015 года в Амстердаме (Нидерланды) состоялась первая конференция сообщества nopCommerce #NopDevDays, в которой приняли участие более 65 делегатов из 14 стран. В октябре 2016 года в Амстердаме состоялась вторая двухдневная конференция с 19 презентациями и 4 семинарами, в которой приняли участие 160 участников из 30 стран. Третья конференция nopCommerce Days состоялась в ноябре 2017 в Нью-Йорке, а четвертая годом позже в Лас-Вегасе. Кроме того, с 2016 года сообщество организует вебинары и митапы в разных уголках мира.

## Награды
В 2010 и 2011 годах nopCommerce вышла в финал конкурса Packt Open Source E-Commerce Award. NopCommerce входит в список лучших и лучших 5 самых загружаемых приложений в Microsoft Web Platform. В 2013 году nopCommerce была выбрана в качестве лучшего финансового приложения российскими наградами WebReady. В январе 2016 года nopCommerce получила премию CMScritic «Лучшая электронная коммерция для малого и среднего бизнеса». В апреле 2020 года nopCommerce была включена в список Emerce 100.